# Potência emergente

Diagrama de algumas coalizões de países emergentes (BASIC, BRICS, G5 e IBAS).

O termo potência emergente é um reconhecimento da crescente influência econômica e política de um grupo de países que recentemente aumentaram a sua presença em assuntos globais. Aspiram a papéis mais assertivos no cenário internacional e possuir recursos suficientes para que tais objetivos sejam potencialmente realizáveis.
Embora não haja definição exata da adesão, o termo é frequentemente utilizado para incluir onze países (África do Sul, Arábia Saudita, Argentina, Austrália, Brasil, China, Coreia do Sul, Indonésia, México e Turquia), que, juntamente com os membros do G7, formam o G20.

## Características
Existem poucas conceituações disponíveis do termo "potência emergente". Portanto, não existe um método padrão ou acordado para decidir quais estados são potências emergentes. No entanto, uma característica fundamental de uma potência emergente é que também é uma economia emergente, sendo que o desenvolvimento econômico é necessário e preliminar ao surgimento político e militar. Argumentou-se que, embora um país possa ser uma potência emergente, é, acima de tudo, uma economia emergente com apenas o potencial ou a esperança de aumentar sua influência global. Isso se deve a vários fatores limitantes, principalmente as sete dimensões do poder estatal; geografia, população, economia, recursos, militares, diplomacia e identidade nacional. Tradicionalmente, apenas grandes potências ou superpotências tiveram sucesso em todas as sete dimensões do poder estatal.
Os BRICS são frequentemente citados como potências emergentes, mas em diversos estágios de desenvolvimento e com diversos graus de potencial. Por exemplo, a Rússia, que já foi uma superpotência, está agora reemergindo em alguns aspectos do poder estatal após a queda da União Soviética. China e Índia estão emergindo como superpotências potenciais, enquanto o Brasil está emergindo como uma possível grande potência.

## Lista de potências emergentes
O termo potência emergente é frequentemente usado para delinear os seguintes países:
- Brasil[5][6][7][8]
- China[5][6][7][8]
- UE (união supranacional)[4][7][9]
- Índia[5][6][7][8]
- México[6][7][8][10]
- Rússia[5][6][8]